# Harry Froling
Harrison Froling, detto Harry (Townsville, 20 aprile 1998), è un cestista australiano.